# Uladzimir Sasimovitj
Uladzimir Sasimovitj (vitryska: Уладзімір Сасімовіч, Uladzimir Sasimovitj), född den 14 september 1968, är en vitrysk före detta friidrottare som tävlade i spjutkastning. I början av sin karriär tävlade han för Sovjetunionen.
Sasimovitjs främsta merit är att han blev bronsmedaljör vid världsmästerskapen 1991 i Tokyo med ett kast på 87,08. Han var även i final vid världsmästerskapen 1993 i Stuttgart då han slutade på en sjunde plats. Hans sista stora mästerskap var Olympiska sommarspelen 2000 i Sydney där han blev utslagen i kvalet. 
2004 stängdes han av i två år för dopning.

## Personliga rekord
- Spjutkastning - 87,40 meter